# Пйотр Якса-Биковський
Пйотр  (Петро)  Якса-Биковський (пол. Piotr Jaksa Bykowski; 31 січня 1823, с. Якушинці, тепер Вінницький район, Вінницька область, Україна — 3 червня 1889, Варшава) — польський письменник, етнограф, засновник театру в Кам'янці-Подільському.

## Життєпис
Народився в маєтку своїх родичів у Вінницькому повіті, Подільської губернії. Його матір — Францішка з Каменських — походила зі знатного роду подільських шляхтичів. Батько походив із заможного роду брацлавських шляхтичів — Биковських.
Окрім Якушинець родині Петра належали також: Зарванець, Хмельова, Лисогори та Майдан Якушинецький у Вінницькому повіті. Петро та його старший на 3 роки брат навчалися у Вінниці в приватному пансіонаті М. Богадка. В 1834—1835 рр. навчався у Вінницькій Гімназіі. З 1841–1847 рр. він навчається у Київському університеті, на правовому факультеті. Під час навчання він написав декілька наукових праць.
В 1847 році переїхав до Кам'янця-Подільського. В 1849 — очолює аматорський шляхетський театр. В цей час він почав писати статті в місцевих виданнях на тему культорології, театрознавства. В 1859 р. він керує першим станціонарним театром на Поділлі. В 1860 р. він публікує театральну драму «Відродження». Після січневого повстання 1863 р. польська мова була в Кам'янці заборонена, а замість неї з'явилася російська. Багато польських діячів: письменників, акторів, професорів були заслані на Сибір. П. Якса-Биковський в 1863 переїхав до Варшави.

## Творчість
- «Ostatni sejmikowicze» (1876),
- «Jelowiczanie Bukojemscy, historia prawdziwa dawnej rodziny i kawałka ziemi»(1879)
- Publikuje «Chorągwie Kmitów» (1880)
- «Faktor hetmański» (1881),
- «Mulik, niehistoryczny hetman Ukrainy» (1882),
- «Ostatni sejmik województwa Bracławskiego»(1885),
- «Czeczotka»(1885),
- «Glinkowie, stara historia starego rodu» (1887),
- «Maleparta» (Kraków — Warszawa, 1891).
- «Resztki zeszłowiecznych oryginałów — Wacław Rzewuski» (1879)
- «Pieśni obrzędowe ludu ruskiego z okolic Pinska»
- Miasto Winnica dawniejsze i spółczesne", 1888